# Тутолмін Павло Васильович
Павло Васильович Тутолмін (1773 — 1837) — державний діяч Російської імперії, таємний радник.
18 листопада 1812 року призначений губернатором Полтавської губернії. На посаді залишався до звільнення 22 квітня 1828 року.
Сприяв нагородженню Івана Котляревського орденом Святої Анни.